# Jiří Stratílek
Jiří Stratílek (* 11. Februar 1954 in Vysoké Mýto) ist ein ehemaliger tschechoslowakischer Radrennfahrer.
1980 gewann Stratílek den GP ZTS Dubnica nad Váhom. 1979 wurde er Dritter im Etappenrennen Alpe–Adria.
Ein Sporthaus in Litomyšl ist nach ihm benannt.